# Nammu
Nammu (auch Namma; „Schöpfung“, „Gesamtheit“, „All“) ist in der sumerischen Tradition von Eridu die Göttin der Schöpfung und war wichtig für Magie. Im sumerischen Mythos Enki und Nammu ist Nammu die Urmutter der alten Götter. Auf assyrisch-babylonischen Götter-Listen trug sie den Titel „Mutter, die Himmel (An, akkadisch Anu) und Erde (Ki) gebar“ und sie war Mutter des Gottes Enki (akkadisch Ea). Sie und Enki erschufen die Menschen als Gehilfen der Götter. Nammu formte den Menschen aus Lehm, den sie zum Leben erweckte. Später übernahm Tiamat, die babylonische Gottheit des Urmeeres, im babylonischen Schöpfungsmythos Enûma elîsch Nammus Rolle.
Nach Tannahill, Sex in history, ist Nammu die einzige bedeutende weibliche Kraft in den altertümlichen Schöpfungsmythen, von denen der sumerische der früheste ist.